# کویچی سوگیاما
کویچی سوگیاما (انگلیسی: Koichi Sugiyama؛ ۱۱ آوریل ۱۹۳۱ - ۳۰ سپتامبر ۲۰۲۱) موسیقی‌دان، آهنگساز و رهبر ارکستر ژاپنی بود. وی از سال ۱۹۵۸ میلادی تا زمان مرگ در سال ۲۰۲۱ به فعالیت هنری مشغول بود.